# چیرو وراتی
چیرو وراتی (ایتالیایی: Ciro Verratti; ۱۷ اوت ۱۹۰۷ – ۶ ژوئیهٔ ۱۹۷۱) شمشیرباز اهل ایتالیا بود.
وی در مسابقات کشوری و بین‌المللی در مجموع برندهٔ ۱ مدال طلا شده‌است.